# Trio Mandili

Trio Madili 2020

Das Trio Mandili (georgisch ტრიო მანდილი, wiss. Transliteration Trio Mandili) ist ein georgisches Vokal-Terzett, das von den Sängerinnen Ana Tschintscharauli (georgisch ანა ჭინჭარაული), Tatja Mgeladse (georgisch თათია მგელაძე) und Schorena Ziskarauli (georgisch შორენა ცისკარაული) gegründet wurde und nach mehreren Wechseln im Line-up heute aus Mariam Kurasbediani (georgisch მარიამ ქურასბედიანი), Tako Tsiklauri (georgisch თაკო წიკლაური) und weiterhin Tatja Mgeladse besteht. Ihr Repertoire umfasst polyphone Volkslieder Georgiens, Arrangements modernerer Stücke und georgisch-orthodoxen Kirchengesang (galoba). Der Name leitet sich von mandili her, dem georgischen Wort für das „Kopftuch (der Frauen)“.
Bekannt wurde das Trio 2014 durch das selbstgedrehte YouTube-Video Apareka im chewsuretischen Dialekt, das weltweit viral ging und rasch mehr als 6 Millionen Aufrufe erreichte. Wie bei den meisten anderen ihrer Stücke begleitet dabei die Laute Panduri den mehrstimmigen Gesang. Die Sängerinnen wurden in der Folge in zahlreiche Radio- und Fernsehsendungen im In- und Ausland eingeladen und traten international auf Festivals in Belgien und Polen sowie bei Konzerten in Bulgarien, Russland und der Ukraine auf. In seiner heutigen Besetzung nahm das Trio Mandili am georgischen Vorentscheid zum Eurovision Song Contest 2017 teil. Mit dem Lied Me da schen belegte es den zwölften Platz im Mittelfeld des Wettbewerbs.
Die Zusammenstellung With Love von 2015 vereinigte neben mehrstimmiger Volksmusik auch ein Arrangement des Lieds Tschito Grito von Wachtang Kikabidse aus der populären sowjetischen Komödie Mimino von 1977. 
Trio Mandili ist nicht zu verwechseln mit dem 1996 von mehreren Sängerinnen in der Region Samzche-Dschawachetien gegründeten Ensemble Mandili. Die ehemaligen Mitglieder von Trio Mandili Schorena Zsiskarauli und Ana Tschintscharauli spielen heute zusammen mit Mariam Elieschwili (georgisch მარიამ ელიეშვილი) als Trio Lavdila (georgisch თრიო ლავდილა) ein ähnliches Repertoire.

## Diskografie
- 2015: With Love
- 2017: Enguro
- 2021: Sakartvelo